# Copenhagen Showband
Copenhagen Showband er et dansk entertainmentband, der tæller omkring 30 musikere samt 2 showdansere og et fast backing crew. Besætningen er rent akustisk: saxofoner, brass (fra trompet til tuba) samt trommer. Repertoiret består udelukkende af populær, rytmisk musik (swing, latin, soul og pop).
Copenhagen Showband blev oprettet i december 2004 som en forening med en bestyrelse som ledelse, og i februar 2005 blev musikerne til bandet samlet. Foreningen blev senere omdøbt til Copenhagen Music og rummer nu flere bands/grupper.
Copenhagen Showband er det eneste af sin slags i Danmark. Det unikke ved bandet er kombinationen af festlig, iørefaldende musik og bandets mobilitet. De mange musikere spiller alle akustisk og kan bevæge sig frit rundt imens, hvilket gør det muligt at komme helt tæt på publikum og spille på flere sanser end blot hørelsen. 
Copenhagen Showbands hovedformål er at underholde det brede publikum. Det afspejles i valg af musik, men også i de steder, bandet optræder. Tankegangen er, at musikken skal spilles der, hvor folk er, i stedet for at publikum skal opsøge musikken i koncertsale. Udover optrædener i radio, på tv, til byfester og festivaler og private fester, har bandet således også optrådt for eksempel inde i supermarkeder og på store arbejdspladser.
Inspiration til bandet er bl.a. hentet fra de store amerikanske collegebands samt hollandske og schweiziske showbands. 
Kendetegnet ved Copenhagen Showband er – udover musikken og showet – blevet den orange farve, som går igen i alt, hvad bandet laver.